# They Shoot Horses, Don't They?
They Shoot Horses, Don't They? (bra: A Noite dos Desesperados; prt: Os Cavalos Também Se Abatem) é um filme norte-americano de 1969, do gênero drama, dirigido por Sydney Pollack, com roteiro de Robert E. Thompson e James Poe baseado no romance de Horace McCoy They Shoot Horses, Don't They?.[carece de fontes?]

## Sinopse
Durante a Grande Depressão, nos anos 30 nos Estados Unidos da América, uma imensa maioria da população carecia de uma vida digna, sofrendo com o desemprego. Foi nessa época que, entre outras oportunidades inusitadas, apareceram os concursos de dança, que testavam ao extremo a resistência dos competidores em troca de comida, roupas e alguns míseros trocados.[carece de fontes?]

## Elenco principal
- Jane Fonda .... Gloria Beatty
- Michael Sarrazin .... Robert Syverton
- Susannah York .... Alice
- Gig Young .... Rock
- Red Buttons .... Sailor
- Bonnie Bedelia .... Ruby
- Michael Conrad .... Rollo
- Bruce Dern .... James
- Al Lewis .... Turkey
- Robert Fields .... Joel
- Severn Darden .... Cecil
- Allyn Ann McLerie .... Shirley Clayton

## Principais prêmios e indicações
Oscar 1970 (EUA)
- Foi o filme recordista em indicações aos prêmios Oscar entre os filmes que não receberam indicação na categoria de melhor filme.
- Venceu na categoria de melhor ator coadjuvante (Gig Young)[2]
- Indicado na categoria de melhor atriz (Jane Fonda), melhor atriz coadjuvante (Susannah York), melhor direção de arte, melhor figurino, melhor diretor, melhor edição, melhor trilha sonora e melhor roteiro adaptado.[4]

BAFTA 1971 (Reino Unido)
- Venceu na categoria de melhor atriz coadjuvante (Susannah York)[carece de fontes?]
- Indicado nas categorias de melhor atriz (Jane Fonda), melhor edição, ator novato mais promissor, melhor roteiro e melhor ator coadjuvante (Gig Young)[carece de fontes?]

Globo de Ouro 1970 (EUA)
- Venceu na categoria de melhor ator coadjuvante (Gig Young)[carece de fontes?]
- Indicado nas categorias de melhor diretor - cinema, melhor filme - drama, melhor atriz de cinema - drama (Jane Fonda), melhor ator coadjuvante (Red Buttons) e melhor atriz coadjuvante (Susannah York)[carece de fontes?]

Prêmio NYFCCA 1969 (New York Film Critics Circle Awards, EUA)
- Venceu na categoria de melhor atriz (Jane Fonda)[carece de fontes?]